# Thomas Nunatak
Thomas Nunatak är en nunatak i Antarktis. Den ligger i Västantarktis. Chile gör anspråk på området. Toppen på Thomas Nunatak är 2 616 meter över havet, eller 30 meter över den omgivande terrängen. Bredden vid basen är 0,44 km.
Terrängen runt Thomas Nunatak är kuperad söderut, men norrut är den platt. Trakten är obefolkad. Det finns inga samhällen i närheten.